# Archangelos (Rhodos)

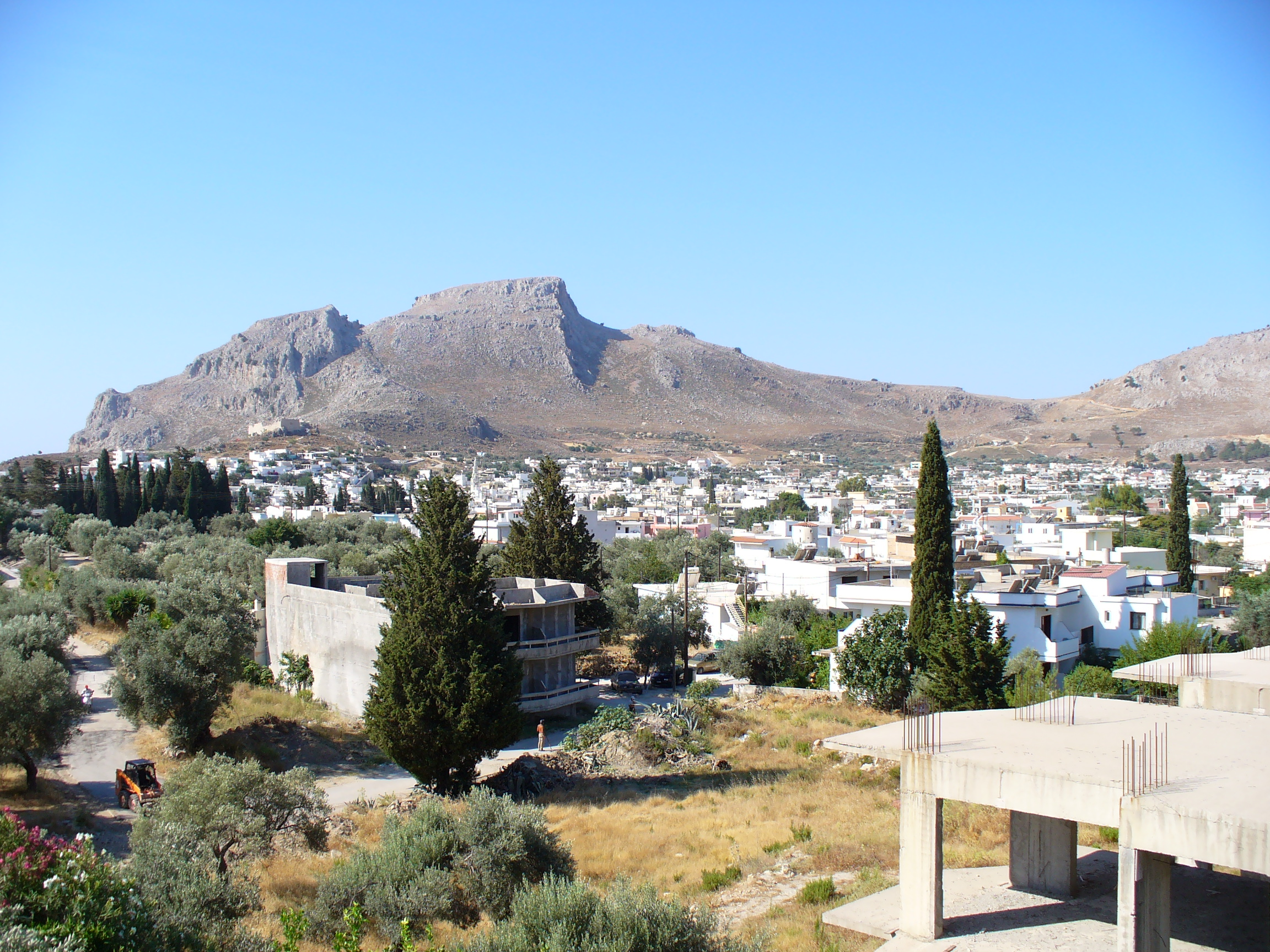
Archangelos, Blick von Norden über den Ortskern zur Burgruine und den Profitis Ilias

Archangelos (griechisch Αρχάγγελος (m. sg.), „Erzengel“ nach dem Erzengel Michael, Schutzpatron des Ortes) ist ein Gemeindebezirk mit etwa 7600 Einwohnern an der Ostküste der griechischen Insel Rhodos, etwa 35 Kilometer südlich von Rhodos (Stadt), und der Name des Hauptortes. Trotz seiner Nähe zum Meer (wenige Hundert Meter Luftlinie) befindet sich der Ort nicht direkt an der Küste, sondern auf einer Höhe von 160 m an der Rückseite eines Felsmassives und ist so vom Meer aus nicht zu sehen. Diese Lage wurde gewählt, um die Siedlung vor den Blicken von Seeräubern zu verbergen. Zum Gemeindebezirk gehören daneben die Dörfer Malonas und Masari in einem angrenzenden Flusstal.
Bis zur Verwaltungsreform 2010 bildete Archangelos eine eigenständige Gemeinde und hat seitdem den Status eines Gemeindebezirks. Die ehemaligen Gemeindebezirke bilden nun Stadtbezirke.

## Archangelos
Der Ort Archangelos ist bekannt für seine Landwirtschaft (Zitrusfrüchte und Oliven) und sein Handwerk; besonders Keramik, traditionelle Schuhherstellung und Teppichweberei werden auf Rhodos gerühmt. Der Tourismus spielt eine geringe, aber zunehmende Rolle.
Sehenswert sind der unter italienischer Herrschaft Anfang des 20. Jahrhunderts errichtete Glockenturm der 1845 erbauten Kirche Agios Archangelos sowie das zwischen 1454 und 1476 von den Johannitern erbaute Kastell, von dem neben der 5–7 m hohen Mauer und der kleinen Kapelle Agios Ioannis im Inneren aber nur Ruinen überdauert haben. An die Außenmauer des Kastells wurde während der Militärdiktatur das griechische Wort „griechisch όχι“ („nein“) geschrieben und ist so heute noch zu lesen.
Obwohl Archangelos mit mehr als 5000 Einwohnern nach griechischem Maßstab eine Stadt ist, hat es nach wie vor den Charakter eines Dorfes. Es ist ein lebendiger Ort mit zahlreichen Restaurants, Tavernen und Cafés. Eine Reihe von Geschäften bietet alle Artikel des täglichen Bedarfs von Kinderkleidung bis zu elektronischen Geräten und natürlich die Produkte des lokalen Handwerkes an. Für medizinische Versorgung muss man allerdings in aller Regel zu der Inselhauptstadt Rhodos ausweichen.
In der Nähe liegen mehrere Strände, wie beispielsweise Stegna und Tsambika unterhalb des Klosters Tsambika.

## Gliederung
| Stadtbezirk Ortsgemeinschaft | griechischer Name             | Code     | Fläche (km²) | Einwohner 2001 | Einwohner 2011 | Dörfer und Siedlungen                   |
| ---------------------------- | ----------------------------- | -------- | ------------ | -------------- | -------------- | --------------------------------------- |
| Archangelos                  | Δημοτική Κοινότητα Αρχαγγέλου | 69010201 | 49,247       | 5752           | 5476           | Archangelos, Monastiri Tsambika, Stegna |
| Malonas                      | Δημοτική Κοινότητα Μαλώνος    | 69010202 | 44,016       | 1096           | 1135           | Malonas, Charaki                        |
| Masari                       | Δημοτική Κοινότητα Μασάρων    | 69010203 | 23,339       | 0931           | 1004           | Masari                                  |
| Gesamt                       | Gesamt                        | 690102   | 116,602      | 7779           | 7615           |                                         |